# Metilenetetraidrofolato deidrogenasi (NAD+)
La metilenetetraidrofolato deidrogenasi (NAD+) è un enzima appartenente alla classe delle ossidoreduttasi, che catalizza la seguente reazione:
5,10-metilenetetraidrofolato + NAD+ ⇄ 5,10-meteniltetraidrofolato + NADH + H+